# Julian Barbour
Julian Barbour (n. en 1937) es un  físico británico interesado en la investigación de la gravedad cuántica y en la historia de la ciencia. Barbour es considerado una autoridad en la cosmología del tiempo.
Se doctoró en la Universidad de Colonia con una tesis sobre las bases de la teoría general de la relatividad de Einstein, pero no ha desempeñado ningún puesto académico. Actualmente vive de su trabajo a tiempo parcial como traductor. Reside cerca de Banbury, Inglaterra.

## Teoría del tiempo
Su libro The End of Time [El final del tiempo] propone una física sin tiempo, desde un polémico punto de vista en el cual el tiempo, tal como lo percibimos, no existe más que como ilusión, añadiendo que algunos problemas en las teorías de la física surgen de suponer su existencia como real. Barbour argumenta que no tenemos ninguna evidencia del pasado más allá de nuestra memoria de él, y de igual modo, que no hay evidencia de un futuro que no sea nuestra creencia en el mismo. «El cambio se limita a crear una ilusión de tiempo, con cada momento individual existiendo por derecho propio, completo y entero.» Él llama a estos momentos los "Ahoras". Todo es una ilusión: no hay movimiento ni cambio alguno. El físico afirma a continuación que la ilusión del tiempo es lo que interpretamos a través de lo que él llama "cápsulas de tiempo", que representan «cualquier patrón fijo que genere o codifique la apariencia de movimiento, cambio o historia».
La teoría de Barbour trasciende el escepticismo de la del universo de bloque, ya que niega no solo el paso del tiempo, sino también la existencia de una dimensión objetiva del mismo. La naturaleza ordena los "Ahoras", por la semejanza inherente entre unos y otros. 
Dicha ordenación es lo que convencionalmente llamamos orden temporal, pero
no proviene de "Ahoras" ocurriendo en momentos específicos, ya que no se producen, ni proviene de una existencia invariable a lo largo del eje de tiempo (en un universo bloque), sino que dicha ordenación se deriva meramente de su contenido real.
El filósofo J. M. E. McTaggart llegó a una conclusión similar en su ensayo "La irrealidad del tiempo", de 1908.

## Dinámica machiana
Barbour también investiga la física de Ernst Mach, ya que se halla relacionada con su teoría. El enfoque de este filósofo y físico austríaco requiere unos presupuestos basados en cantidades observables directamente. En la dinámica analítica estándar, la evolución futura de un sistema puede determinarse a partir de un estado constituido por las posiciones de las partículas y su cantidad de movimiento (o derivadas). El enfoque de Mach evita estas magnitudes por no ser directamente observables, y así
necesita algo más que una "instantánea" que consta de posición solamente. Esto se relaciona con la idea de instantáneas, o "Ahoras" en el pensamiento de Barbour sobre el tiempo.
Por otra parte, en colaboración con el físico Bruno Bertotti, Barbour desarrolló una técnica llamada "best matching" (algo así como "la mejor concordancia") para derivar las ecuaciones gravitatorias directamente a partir de mediciones astronómicas de las relaciones espaciales de los objetos entre sí. Publicado en 1982, el método describe los efectos gravitacionales con la mayor precisión, respetando la relatividad general de Einstein, pero excluyendo una red de fondo de espacio-tiempo. Según el físico David Wiltshire de la Universidad de Canterbury, en Nueva Zelanda, un enfoque verdaderamente machiano como este podría explicar la expansión acelerada del universo, sin necesidad de recurrir a otro agente causal, como la energía oscura.

## Obras
- 1999. The End of Time: The Next Revolution in our Understanding of the Universe. Oxford Univ. Press. ISBN 0-297-81985-2; ISBN 0-19-511729-8 (paperback: ISBN 0-7538-1020-4)
- 2001. The Discovery of Dynamics: A Study from a Machian Point of View of the Discovery and the Structure of Dynamical Theories. ISBN 0-19-513202-5
- 2006. Absolute or Relative Motion?. ISBN 0-19-513203-3. Paperback reprinting of The Discovery of Dynamics.

### Coautor
- 1982 (con B. Bertotti). Mach's Principle and the Structure of Dynamical Theories.
- 1994 (con Vladimir Pavlovich Vizgin) Unified Field Theories in the First Third of the 20th Century . ISBN 0-8176-2679-4.
- 1996 (con Herbert Pfister) Mach's Principle: From Newton's Bucket to Quantum Gravity. Birkhaueser. ISBN 0-8176-3823-7.

## Trabajos científicos basados en teorías de Barbour
- Anderson, Edward (2004) "Geometrodynamics: Spacetime or space?" Ph.D. thesis, University of London.
- -------- (2007) "On the recovery of Geometrodynamics from two different sets of first principles," Stud. Hist. Philos. Mod. Phys. 38: 15.
- Baierlein, R. F., D. H. Sharp, and John A. Wheeler (1962) "Three dimensional geometry as the carrier of information about time," Phys. Rev. 126: 1864-1865.
- Max Tegmark (2008) "The Mathematical Universe,"	Found. Phys. 38: 101-150.
- Wolpert, D. H. (1992) "Memory Systems, Computation, and The Second Law of Thermodynamics," International Journal of Theoretical Physics 31: 743-785. Barbour argues that this article supports his view of the illusory nature of time.

Barbour es citado en dos libros por Lee Smolin, en  Three Roads to Quantum Gravity (1997) (pp. 119–121, 131) y en The Trouble with Physics (2006) (pp. 321–22).